# Valentí Moya
Valentí Moya (Barcelona, 1975) és un guitarrista català especialitzat en Jazz Manouche.
Amb el també guitarrista Albert Bello i el contrabaixista Oriol Gonzàlez comencen un projecte musical dedicat al jazz manouche i completant la formació amb el (Les Deux Guitares Trio) amb qui van enregistrar dues maquetes, tres discos i un DVD. L'any 2010-2011 crea el seu propi projecte (Valentí Moya Trio) amb Oriol Gonzàlez al contrabaix i Graci Pedro a la guitarra rítmica, qui dos anys després deixa la formació i entra en el seu lloc en Marc Cuevas al contrabaix passant a ser l'Oriol el guitarrista rítmic. VM Trio compta amb quatre treballs discogràfics en la seva trajectòria, un programa en fusió i swing a l'estudi de TV3, participacions en discos homenatges internacionals a Django Reinhardt i actuacions en festivals, cicles, clubs i sales com el CaixaFòrum. En 2017 enregistra un disc amb composicions de Thelonius Monk en clau de jazz manouche. L'encàrrec surt de la discogràfica Belga Hans Kusters Music (HKM). El disc tenia 10 cançons (8 arranjaments de composicions de Monk i 2 composicions pròpies) En la gira de presentació d'aquest disc que es diu Valentí Moya Meets Monk (Jazz Manouche Connection) hi participa Thelonious Sphere Monk, fill de Thelonious Monk, a la bateria.

## Discografia[calcitació]

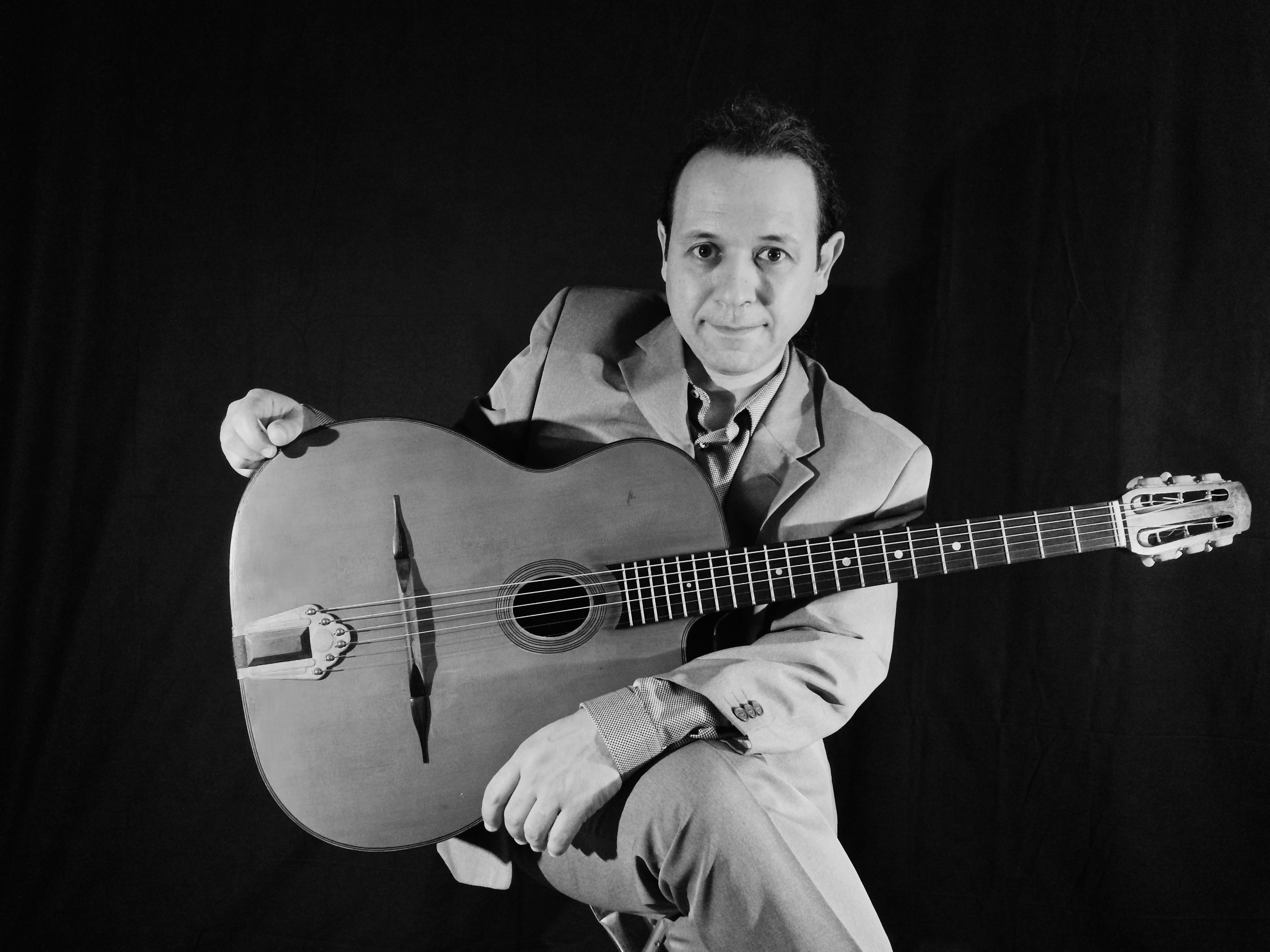

- 2019 Valentí Moya Trio (My Favourites Swings)
- 2017 Valentí Moya Meets Monk (Jazz Manouche Connection)
- 2015 Valentí Moya Trio (Max)
- 2010 Valentí Moya Trio (Elefant Swing)
- 1993 Paramoya